# اير دروب
اير دروب هي خدمة خاصة في أبل، ومتوفرة في أجهزة ماك وآي أو إس والأجهزة التي تعمل على نظام التشغيل ماك أو إس ليون (Mac OS X 10.7) و آي أو إس 7, تتيح الخدمة نقل الملفات بين أجهزة ماكنتوش وآي أو إس عبر واي فاي وبلوتوث

## النمط

### ماك
على أجهزة ماكينتوش التي تعمل على نظام 10.7 وأعلى، يمكنك إيجادها في فايندر. على Mac OS X 10.8.1 والتحديثات التي قبله، يمكن الوصول إليها من خلال القائمة خيار الذهاب → انزال أو عن طريق الضغط ⇧ Shift+⌘ Cmd+R.
يجب تفعيل واي-فاي من أجل التعرف على الجهاز الآخر. الجهاز الآخر يجب أن يكون مفعّل للايردروب ليتمكن من استقبال الملفات. وزيادة على ذلك، الملفات لا يتم تلقائيا قبول المتلقي، يجب على المستخدم قبول التحويل. وهي خطوة مهمة لزيادة الأمان والخصوصية.

### آي أو إس
على آي أو إس 7 وما قبله، يمكن الوصول إلى ايردروب عن طريق النقر على إعدادات > عام > ايردروب, أو تمرير الشاشة الرئيسية إلى مركز التحكم. ويلزم تفعيل واي-فاي وبلوتوث لتتمكن من نقل الملفات،.

## قيود النظام

### نقل بين جهازي آي أو إس
لنقل البيانات بين اثنين من أجهزة دائرة الرقابة الداخلية الأجهزة التالية تنطبق هذه المتطلبات:
نظام أي أو إس 7 وما قبله:
- آيفون: آيفون 5 وما بعده.
- آيباد: الجيل الرابع وما بعده.
- آيباد برو: الجيل الأول وما بعده.
- آيباد ميني: الجيل الأول وما بعده.
- آيبود: الجيل الأول وما بعده.